# Hudtloff
 Der er for få eller ingen kildehenvisninger i denne artikel, hvilket er et problem. Du kan hjælpe ved at angive troværdige kilder til de påstande, som fremføres i artiklen.

Hudtloff er et slægtsnavn, som er mest udbredt i USA og Danmark. Der er pt. 12 personer i Danmark med navnet som efternavn eller mellemnavn.
Navnet menes dog at stamme fra Tyskland, men er altså mest til stede i andre dele af verden.
Eks. er der i USA, Hudtloff Middle School, en sportskommentator og en forfatter.
Der findes ikke umiddelbart nogle navne der ligner, med andre stavemåder.
| Slægtsnavne | Spire Denne artikel om et slægtsnavn er en spire som bør udbygges. Du er velkommen til at hjælpe Wikipedia ved at udvide den. |